# Joaquín Castellanos
Joaquín Castellanos (Salta, 21 d'abril del 1861 - Buenos Aires, 28 de setembre del 1932) fou un polític, advocat, periodista i poeta argentí del segle xix i XX. Va exercir la docència a la Universitat del Litoral. Un passatge de la ciutat de Buenos Aires rep el nom Joaquín Castellanos en homenatge a la seva tasca.
Castellanos estudià a Rosario adherint-se de ben jove a la lluita política. Va actuar al costat dels rebels porteños al costat de Carlos Tejedor, en la revolució del 80. Va ser ferit en una cama el que li va causar una discapacitat permanent. Va prendre part en les revolucions de 1890 i 1893. Va exercir el periodisme. Va estar al costat de Leandro N. Alem i va ser bandejat a Montevideo. D'aquella època és la seva composició més recordada, El borracho. Va tornar a Buenos Aires i va publicar Ojeadas literarias. Va ser director del periòdic El Argentino.
Va ser elegit diputat de la legislatura bonaerense. Es va doctorar en lleis en 1896 amb la tesi Cuestiones de derecho público. Va ser el primer docent de la càtedra d'Història Argentina i Literatura Americana de la Facultat de Filosofia i Lletres de la Universitat de Buenos Aires. Va ser ministre de govern de Bernardo de Irigoyen en 1898. Va ser docent a Jujuy i a La Plata. El 1900 va ser diputat al Congrés de la Nació sense abandonar la seva carrera periodística ni literària. Va ser novament electe diputat el 1914 i el 1919 va ser governador de la província de Salta, el primer d'origen radical, no va poder concloure el mandat a causa de turbulències polítiques.
Va publicar els següents llibres:
- Marcas a Fuego
- Acción y pensamiento
- El limbo
- "El borracho"